# Микрюковка
Микрюковка (баш. Микрюковка) — деревня в Стерлитамакском районе Республики Башкортостан Российской Федерации. Входит в состав Подлесненского сельсовета. 

## История
Поселок Микрюковский основан в 1885 г. переселенцами из Вятской губернии, которые купили у помещика Падейского 207 десятин земли по 15 руб. за десятину. После выруба крупного леса под пашню расчистили 45 десятин. Кроме того, пахотную землю брали у башкир в аренду. Кроме хлебопашества население этого поселка, переросшего в деревню, занималось выделкой кулей, рогож, продажей дров. В 1896 г. из 21 двора 7 занималось пчеловодством.

## Этимология
Лидером переселенцев, основавших поселок в 1885 году, представляющий интересы соседей в Крестьянском поземельном банке и в местной администрации, был крестьянин Микрюков Ефим Терентьевич. В документах Крестьянского поземельного банка так и указано: "Микрюковское товарищество".
Среди основателей поселка также числятся крестьяне: Микрюков Ефим Федорович, Лобанов Наум Никитич, Михаил Григорьевич Исупов, Евлампий Филимонович Глухих и другие.

## География

### Географическое положение
Расстояние до:
- районного центра (Стерлитамак): 30 км,
- центра сельсовета (Подлесное): 9 км,
- ближайшей ж/д станции (Стерлитамак): 30 км.

## Население
| 2002 | 2009 | 2010 |
| ---- | ---- | ---- |
| 9    | ↘3   | ↗4   |

Национальный состав
Согласно переписи 2002 года, преобладающая национальность — русские (100 %).